# اسکات ایان
 اسکات ایان (انگلیسی: Scott Ian؛ زادهٔ ۳۱ دسامبر ۱۹۶۳) یک موسیقی‌دان اهل ایالات متحده آمریکا است. وی از سال ۱۹۷۷ میلادی تاکنون مشغول فعالیت بوده‌است.